# Marie Dušková
Marie Dušková (* 6. Oktober 1903; † 14. Dezember 1968) war eine tschechische Dichterin.
Als Teilnehmerin der Aktion Pracující do literatury (Arbeiter in die Literatur) wurde sie zu einer Arbeiterdichterin. Ihre Werke sind Beispiele der Arbeiterpoesie der späten 1950er Jahre. Deren literarische Qualität beruht vor allem in ihrem politischen Engagement.
siehe auch: Liste tschechischer Schriftsteller
| Personendaten    | Personendaten          |
| ---------------- | ---------------------- |
| NAME             | Dušková, Marie         |
| ALTERNATIVNAMEN  | Duskova, Marie         |
| KURZBESCHREIBUNG | tschechische Dichterin |
| GEBURTSDATUM     | 6. Oktober 1903        |
| STERBEDATUM      | 14. Dezember 1968      |